# 蒂爾山脈
85°15′S 091°00′W / 85.250°S 91.000°W

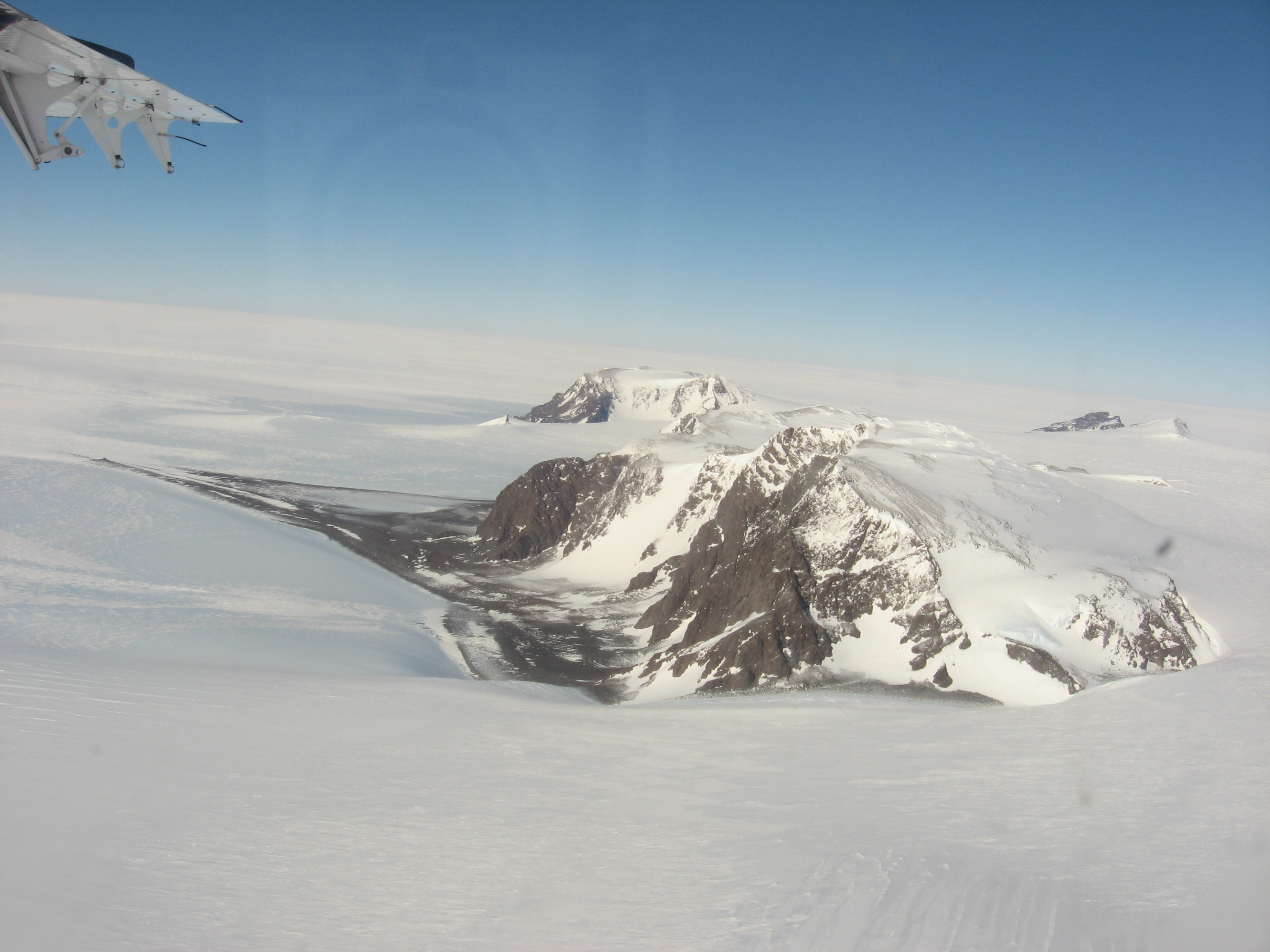

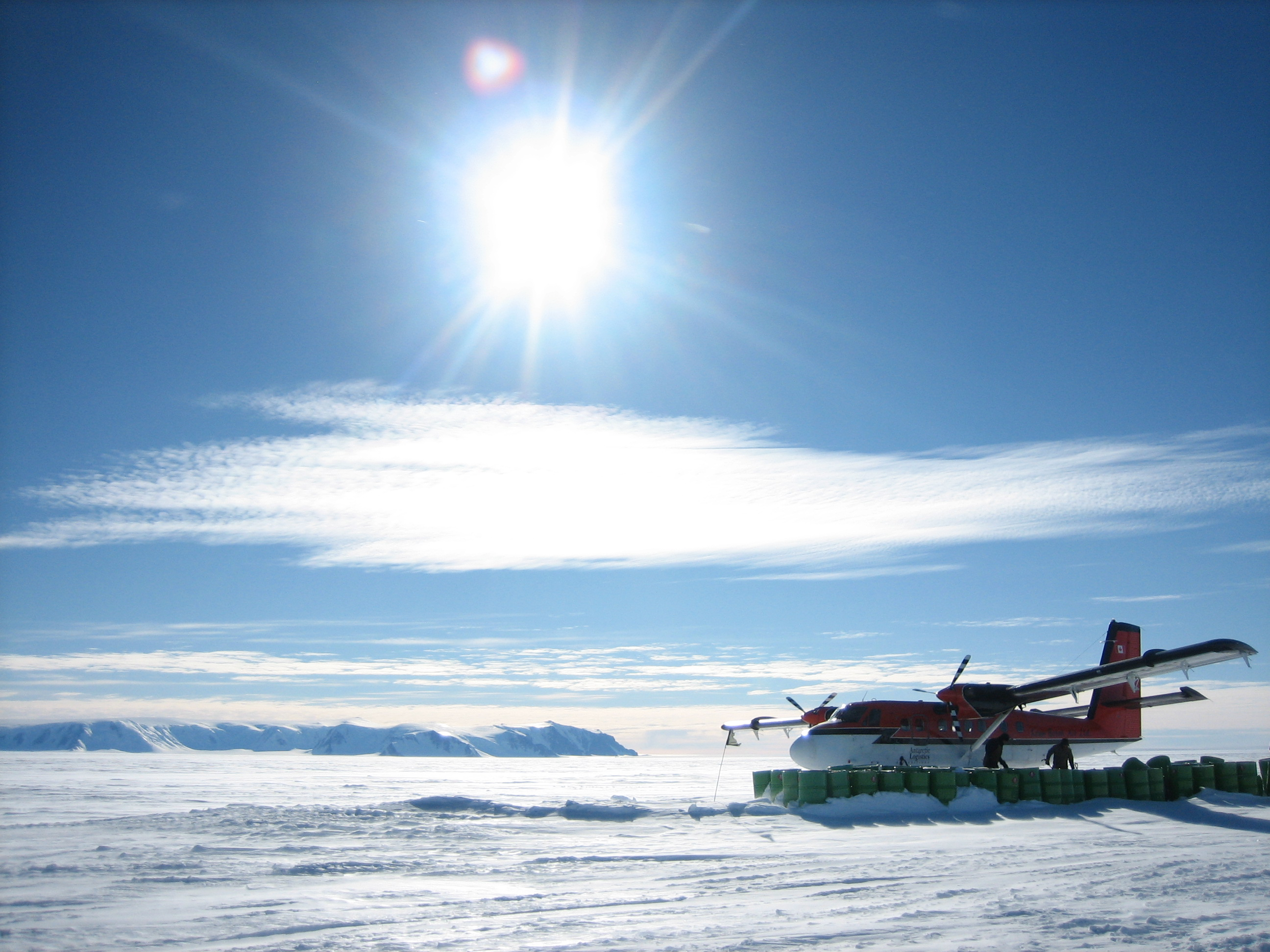

蒂爾山脈（英語：Thiel Mountains）是南極洲的山脈，位於霍利克山脈和彭薩科拉山脈之間，屬於橫貫南極山脈的一部分，長72公里，面積71,600平方公里，最高點海拔高度2,810米。